# 45-я пехотная дивизия (США)
45-я пехотная дивизия (англ. 45th Infantry Division) — дивизия Армии США, сформирована из национальной гвардии штатов Оклахома, Аризона, Колорадо, Нью-Мексико.

## Вторая мировая война
- Сформирована 16 сентября 1940 года.

Состав: 157, 179, 180-й пехотные полки; 189-й (сред.), 158, 160, 171-й (лег.) полевые артиллерийские батальоны.
- Кампании: Сицилия, Салерно, Анцио, Южная Франция, Эльзас, Бавария.

В 1945 году дивизия освободила концлагерь Дахау. После войны расформирована, подразделения преобразованы в национальную гвардию штата Оклахома.
- Командиры:

генерал-майор Трой Г.Мидлтон (октябрь 1942 — декабрь 1943 гг.)
генерал-майор Уильям У.Иглс (декабрь 1943 — декабрь 1944 гг.)
генерал-майор Роберт Т.Фредерик (декабрь 1944 — ?)

## Корея
- Сформирована из национальной гвардии штатов Оклахома и Калифорния 1 сентября 1950 года.

В апреле 1951 года переброшена в Японию, в декабре того же года — на фронт в Корею.
- Расформирована в США — 30 апреля 1954 года.

## Музей
Музей 45-й пехотной дивизии расположен в Оклахома-Сити.